# Gloria Pachón
Gloria Pachón Castro (Cúcuta, Norte de Santander, 22 de junio de 1935) es una política y periodista colombiana. Entre 1993 y 1995 fue embajadora de Colombia en Francia.

## Biografía
Hija del también periodista Álvaro Pachón de la Torre. Es la viuda de Luis Carlos Galán, con quien tuvo tres hijos: Juan Manuel, Carlos Fernando y Claudio Mario. También es la hermana de la exministra de educación Maruja Pachón.
A finales de los años 1960, mientras trabajaba en el periódico El Tiempo, conoció a Luis Carlos Galán, con quien contrajo matrimonio en 1970.
Poco antes de que el presidente Misael Pastrana nombrara a Luis Carlos Galán como embajador en Italia, tuvieron a Juan Manuel, su primer hijo. Siendo periodista, dirigió el Telenoticiero del Mediodía de la programadora Telestudio, fundada por María del Rosario Ortiz Santos y Fernando Contreras Laverde.
Gloria Pachón apoyó a su esposo durante toda su carrera política y desde que él falleció, ella y su hijo Juan Manuel han reivindicado el legado de Luis Carlos Galán.
En 2008, cuando el Tribunal Superior de Cundinamarca dio la libertad a Alberto Santofimio Botero, Gloria Pachón y su familia anunciaron que presentarían un recurso de casación, porque sostienen la teoría que fue Santofimio quien convenció a Pablo Escobar de que asesinara a Luis Carlos Galán.